# 5021 Криланія
5021 Криланія (5021 Krylania) — астероїд головного поясу, відкритий 13 листопада 1982 року.
Тіссеранів параметр щодо Юпітера — 3,179.